# 皮翼目
皮翼目（ひよくもく、Dermoptera）は、哺乳綱に分類される目。ヒヨケザル目とも呼ばれる。

## 特徴

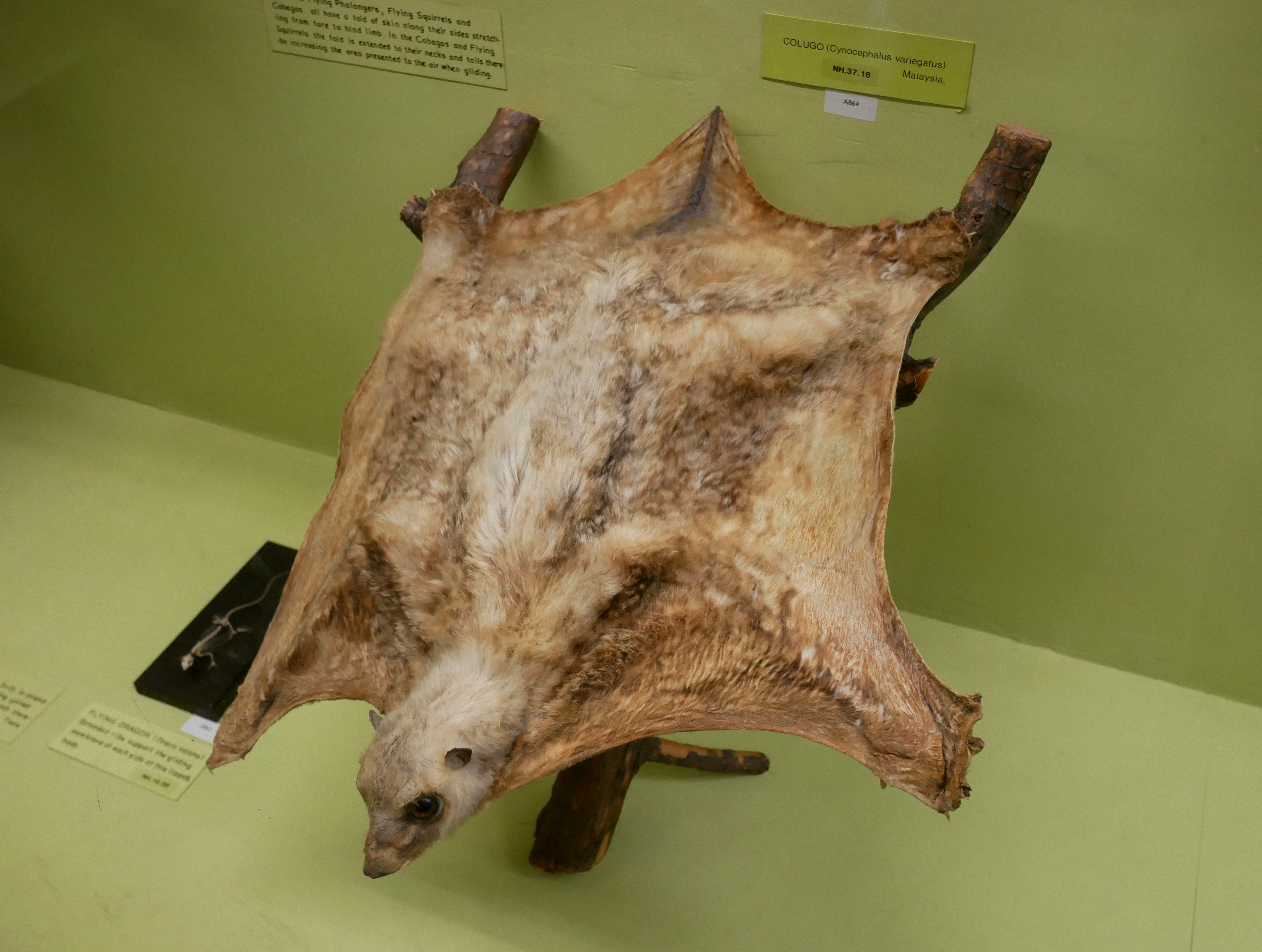
フィリピンヒヨケザルの剥製

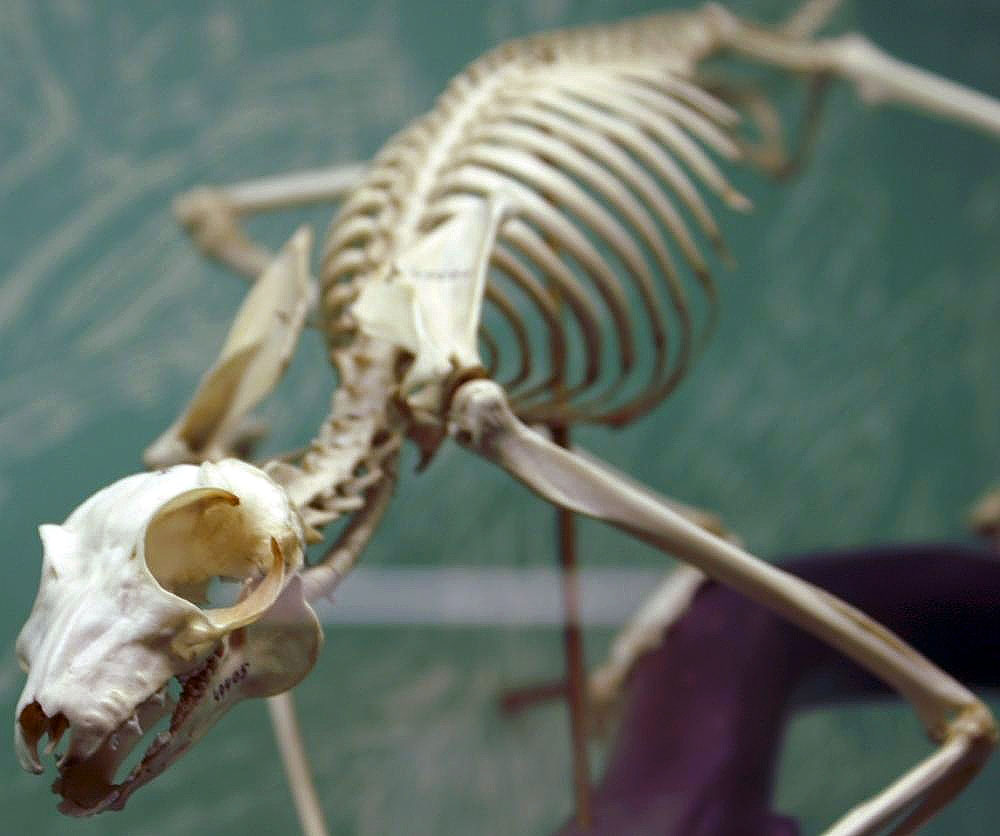
マレーヒヨケザルの骨格標本（スミソニアン博物館蔵）

現生群は、ヒヨケザル科の1–2属のみで、ヒヨケザル（日避猿）と総称される。ネコザル（猫猿）、コウモリザルの別名もある。東南アジアの熱帯地方に生息し、フィリピンヒヨケザルとマレーヒヨケザルの2種のみが現存する。ヒヨケザルの属名Cynocephalus は、「イヌの頭」という意味のラテン語から来ている。和名で「サル」の語がつくのは、キツネザルに似た頭部の外見からで、英名も「flying lemur（空飛ぶキツネザル）」である。
ヒヨケザルは樹上に生息する、体長約35-40cm、体重1-2kgのネコくらいの大きさの動物である。体格は細身で、四肢は比較的長く、前脚と後脚がほぼ同じ長さをしている。頭部は小さく、両目が（ヒトを含むサル類と同様）顔の正面に位置しており、遠近感をとらえる能力に優れている。これらの特徴は、木々の間を滑空するのに適したものである。
ヒヨケザルの最大の特徴は、首から手足、そして尾の先端にかけて、飛膜と呼ばれる膜をもつことである。この飛膜を広げることで100m以上(最高記録136m)滑空し、森林の樹から樹へと移動している。飛膜をもつ動物としては、他にもネズミ目（齧歯類）のムササビ、モモンガやフクロネズミ目（有袋類）のフクロモモンガなどが知られているが、いずれも飛膜は前肢と後肢のあいだにあるのみで、首から尾にわたるヒヨケザルのものほど発達した飛膜をもつ動物はほかにいない。コウモリのようにはばたくことはないが、滑空中に尾を動かして後肢と尾の間の飛膜で扇いで推進力を生み滑空距離を伸ばしている。このため滑空能力は高く、150ｍの距離を15mの降下で移動できる。
また、5本の指にも膜があり、指を動かして広げたり縮めたり手首を回したりすることで、空気の抵抗を変え、飛ぶ方向を変えることができる。首周りの三角形状の飛膜は、飛んでいるとき膜のへりに2本の渦の流れができる。飛膜が三角形の場合は渦の流れは4本になる。背中側に生まれたこの流れが、膜の上の気流を整える。これにより失速を防いでおり、低速での飛行が可能となっている。
サルのような対向する親指をもたず、力も強くないため、木登りは苦手である。小さく鋭い爪を樹皮に引っ掛けて、ゆっくりと木をよじ登る姿は、ひどく不器用そうに見える。しかし、空中では非常に有能である。高度のロスを最小限に保ちながら、木々の間を滑空する。
ヒヨケザルが食べる植物は森中に散らばっている上に、好物の若葉は木の高いところにあるので、滑空は効率的な移動手段であると言える。
ヒヨケザルは臆病な動物であり、夜行性でもあるため、その生態はほとんど知られていない。草食性であり、よく発達した胃をもつ（中に消化を助けるバクテリアが棲んでいる）ため、木の葉を消化することができる。葉、若芽、花、樹液などを主食としており、恐らく果実も食べていると考えられる。切れ目の入った扁平なクシ状の特殊な形状をした下顎切歯をもつが、この切歯で樹液や果汁などを濾しとって食べる。また、同時に毛づくろいにも用いていると考えられている。こうした形状の切歯は、他の哺乳類には例がない。ヒヨケザルは特定の寝ぐらを持たないため、子育ての際は、子供を包むように飛膜を広げ世話をする。また、子供が母親の排出する糞を舐めるのは、ここで自らの胃の中のバクテリアを取り込むためである。

## 分類

### 位置づけ
|  | ネズミ目 Rodentia   |
|  |                     |
|  | ウサギ目 Lagomorpha |
|  |                     |

|  | ヒヨケザル目 Dermoptera                                                                |
|  |                                                                                        |
|  | \| \| †プレシアダピス目 Plesiadapiformes \| \| \| \| \| \| サル目 Primates \| \| \| \| |
|  |                                                                                        |
|  | †プレシアダピス目 Plesiadapiformes                                                     |
|  |                                                                                        |
|  | サル目 Primates                                                                        |
|  |                                                                                        |

|  | †プレシアダピス目 Plesiadapiformes |
|  |                                    |
|  | サル目 Primates                    |
|  |                                    |

|  | ヒヨケザル目 Dermoptera                                                                |
|  |                                                                                        |
|  | \| \| †プレシアダピス目 Plesiadapiformes \| \| \| \| \| \| サル目 Primates \| \| \| \| |
|  |                                                                                        |
|  | †プレシアダピス目 Plesiadapiformes                                                     |
|  |                                                                                        |
|  | サル目 Primates                                                                        |
|  |                                                                                        |

|  | †プレシアダピス目 Plesiadapiformes |
|  |                                    |
|  | サル目 Primates                    |
|  |                                    |

|  | ネズミ目 Rodentia   |
|  |                     |
|  | ウサギ目 Lagomorpha |
|  |                     |

|  | ヒヨケザル目 Dermoptera                                                                |
|  |                                                                                        |
|  | \| \| †プレシアダピス目 Plesiadapiformes \| \| \| \| \| \| サル目 Primates \| \| \| \| |
|  |                                                                                        |
|  | †プレシアダピス目 Plesiadapiformes                                                     |
|  |                                                                                        |
|  | サル目 Primates                                                                        |
|  |                                                                                        |

|  | †プレシアダピス目 Plesiadapiformes |
|  |                                    |
|  | サル目 Primates                    |
|  |                                    |

|  | ヒヨケザル目 Dermoptera                                                                |
|  |                                                                                        |
|  | \| \| †プレシアダピス目 Plesiadapiformes \| \| \| \| \| \| サル目 Primates \| \| \| \| |
|  |                                                                                        |
|  | †プレシアダピス目 Plesiadapiformes                                                     |
|  |                                                                                        |
|  | サル目 Primates                                                                        |
|  |                                                                                        |

|  | †プレシアダピス目 Plesiadapiformes |
|  |                                    |
|  | サル目 Primates                    |
|  |                                    |

### 下位分類
以下の現生種の分類・英名は、Stafford(2005)に従う。和名は川田ら(2018)に従う。
- ヒヨケザル科 Cynocephalidae
  - フィリピンヒヨケザル属 Cynocephalus
    - Cynocephalus volans フィリピンヒヨケザル Philippine flying lemur

  - マレーヒヨケザル属 Galeopterus
    - Galeopterus variegatus マレーヒヨケザル Sunda flying lemur

発見当初より分類に異論が多く、顔がキツネザルに似ていることや原始的な霊長類とされたプレシアダピス科との酷似から霊長類（サル類）、コウモリの胎児に似ていることから翼手目（コウモリ目）、食虫目（モグラ目）などに入れられた他、真獣類でなく有袋目の可能性まで上げられたが、現在では皮翼目として目単位で独立させるのが主流である。この皮翼目の位置も食虫目から翼手目に進化する途中形態としたり、前述のプレシアダピスを霊長類ではなくその近縁の別グループ（プレシアダピス目）としてこちらから分岐したのがヒヨケザルとして皮翼類は霊長類（サル類）に近縁のグループで、併せて霊長形類（Primatomorpha）という系統群をなすとする考えもある。
最近になって、以前から知られていた絶滅属パロモミスの化石に、ヒヨケザルの手の骨と同様な特徴が発見された。これにより、従来プレシアダピス目に含められていたパロモミス科はヒヨケザルの仲間（皮翼類）に移されたが、同時に、このパロモミス類を含む皮翼類を、従来のような独立した目から格下げしてサル目（霊長目）に含め、直鼻亜目・曲鼻亜目と並ぶ第3の亜目（ヒヨケザル亜目 / 皮翼亜目）とする説もあった。しかし近年はその説は否定されている。
†は絶滅
- †プラジオメネ科 Plagiomenidae
  - †プラジオメネ亜科 Plagiomeninae : プラジオメネ
  - †Ekgmowechashalinae
- †ミクソデクテス科 Mixodectidae
  - †Ekgmowechashalinae

## 画像

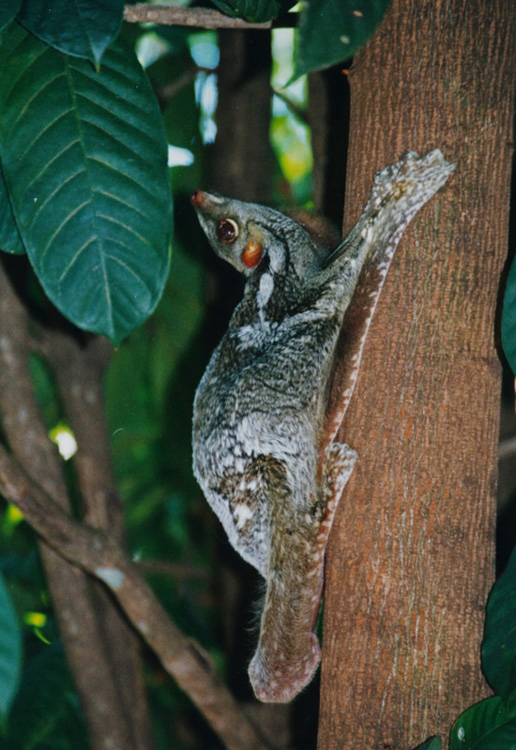
マレーヒヨケザル G. variegatus
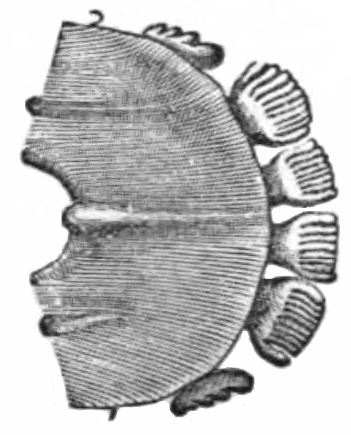
マレーヒヨケザルの下顎のスケッチ。特徴的な櫛状の歯が描かれている。
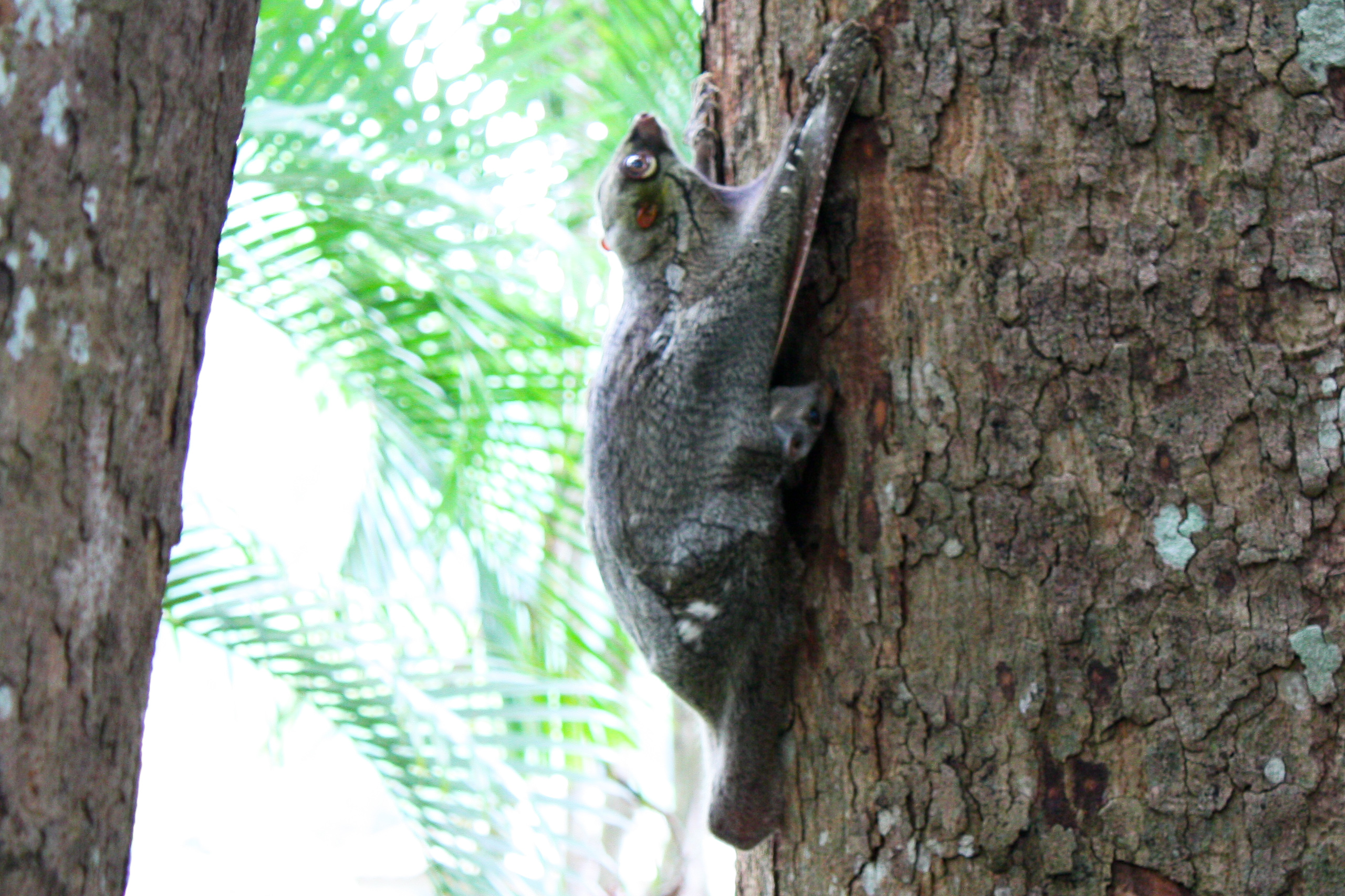
マレーヒヨケザル（シンガポール動物園）